# 2010 LP68
2010 LP68, também escrito como 2010 LP68, é um objeto transnetuniano que está localizado no cinturão de Kuiper, uma região do Sistema Solar. Este corpo celeste está em uma ressonância orbital de 3:4 com o planeta Netuno. Ele possui uma magnitude absoluta de 9,1 e tem um diâmetro estimado com cerca de 67 km.

## Descoberta
2010 LP68 foi descoberto no dia 11 de junho de 2010 pelos astrônomos M. Yagi, Y. Komiyama, F. Nakata e S. Shinogi.

## Órbita
A órbita de 2010 LP68 tem uma excentricidade de 0,034 e possui um semieixo maior de 36,342 UA. O seu periélio leva o mesmo a uma distância de 35,122 UA em relação ao Sol e seu afélio a 37,563 UA.